# Halina Karaś
Halina Apolonia Karaś – polska językoznawczyni, dr hab. nauk humanistycznych, profesor nadzwyczajny Instytutu Języka Polskiego i prodziekan Wydziału Polonistyki Uniwersytetu Warszawskiego.

## Życiorys
27 czerwca 1995 obroniła pracę doktorską Wpływy języka rosyjskiego w zakresie słownictwa na polszczyznę okresu zaborów (na podstawie prasy warszawskiej z lat 1795–1918) (promotor: prof. Stanisław Dubisz). 24 lutego 2003 uzyskała stopień doktora habilitowanego. 7 sierpnia 2012 nadano jej tytuł profesora w zakresie nauk humanistycznych. Objęła funkcję profesora nadzwyczajnego w Instytucie Języka Polskiego i prodziekana na Wydziale Polonistyki Uniwersytetu Warszawskiego.
Piastuje stanowisko członka prezydium ZG Towarzystwa Kultury Języka, specjalisty Komitetu Językoznawstwa I Wydziału Nauk Humanistycznych i Społecznych Polskiej Akademii Nauk, a także sekretarza Towarzystwa Naukowego Warszawskiego I Wydziału Językoznawstwa i Historii Literatury.
Była prezesem Łomżyńskiego Towarzystwa Naukowego im. Wagów.

## Publikacje
- 2006: O projekcie multimedialnego przewodnika Gwary polskie. Język-historia-kultura[1]
- 2008: Zmiany sytuacji polszczyzny w wielojęzycznym regionie kowieńskim na Litwie w XX wieku[1]
- 2008: Profesorowi Stanisławowi Dubiszowi z okazji 35-lecia pracy naukowej i dydaktycznej[1]
- 2011: Polska leksykografia gwarowa[1]